# Кубок володарів кубків 1998—1999
Кубок володарів кубків 1998—1999 — 39-й сезон Кубка володарів кубків УЄФА, європейського клубного турніру для переможців національних кубків. 
Переможцем турніру став італійський «Лаціо», який переграв у фіналі «Мальорку». З наступного сезону Кубок володарів кубків УЄФА був об'єднаний з Кубком УЄФА.

## Учасники
| №п/п | Клуб                 | Турнір                                       |
| ---- | -------------------- | -------------------------------------------- |
| 1    | «Челсі»              | Володар Кубка володарів кубків 1997—1998     |
| 2    | «Лаціо»              | Володар Кубка Італії 1997—1998               |
| 3    | «Дуйсбург»           | Фіналіст Кубка Німеччини 1997—1998           |
| 4    | «Мальорка»           | Фіналіст Кубка Іспанії 1997—1998             |
| 5    | «Парі Сен-Жермен»    | Володар Кубка Франції 1997—1998              |
| 6    | «Геренвен»           | Бронзовий призер Кубка Нідерландів 1997—1998 |
| 7    | «Ньюкасл Юнайтед»    | Фіналіст Кубка Англії 1997—1998              |
| 8    | «Брага»              | Фіналіст Кубка Португалії 1997—1998          |
| 9    | «Паніоніос»          | Володар Кубка Греції 1997—1998               |
| 10   | «Яблонець»           | Володар Кубка Чехії 1997—1998                |
| 11   | «Волеренга»          | Володар Кубка Норвегії 1997                  |
| 12   | «Рід»                | Володар Кубка Австрії 1997—1998              |
| 13   | «Локомотив» (Москва) | Фіналіст Кубка Росії 1997—1998               |
| 14   | «Вараждин»           | Фіналіст Кубка Хорватії 1997—1998            |
| 15   | «Бешикташ»           | Володар Кубка Туреччини 1997—1998            |
| 16   | «Копенгаген»         | Фіналіст Кубка Данії 1997—1998               |
| 17   | «Лозанна»            | Володар Кубка Швейцарії 1997—1998            |
| 18   | ЦСКА                 | Фіналіст Кубка України 1997—1998             |
| 19   | «Аміка»              | Володар Кубка Польщі 1997—1998               |
| 20   | МТК                  | Володар Кубка Угорщини 1997—1998             |
| 21   | «Генк»               | Володар Кубка Бельгії 1997—1998              |
| 22   | «Спартак» (Трнава)   | Володар Кубка Словаччини 1997—1998           |
| 23   | «Рапід»              | Володар Кубка Румунії 1997—1998              |
| 24   | «Гельсінборг»        | Володар Кубка Швеції 1997—1998               |
| 25   | «Динамо» (Батумі)    | Володар Кубка Грузії 1997—1998               |
| 26   | «Аполлон»            | Фіналіст Кубка Кіпру 1997—1998               |
| 27   | «Гарт оф Мідлотіан»  | Володар Кубка Шотландії 1997—1998            |
| 28   | «Маккабі» (Хайфа)    | Володар Кубка Ізраїлю 1997—1998              |
| 29   | «Рудар» (Веленє)     | Володар Кубка Словенії 1997—1998             |
| 30   | «Локомотив-96»       | Володар Кубка Білорусі 1997—1998             |
| 31   | «Кеплавік»           | Володар Кубка Ісландії 1997                  |
| 32   | «Гака»               | Володар Кубка Фінляндії 1997                 |
| 33   | «Металургс»          | Фіналіст Кубка Латвії 1998                   |
| 34   | «Левські»            | Володар Кубка Болгарії 1997—1998             |
| 35   | «Вардар»             | Володар Кубка Македонії 1997—1998            |
| 36   | «Екранас»            | Володар Кубка Литви 1997—1998                |
| 37   | «Партизан»           | Володар Кубка Югославії 1997—1998            |
| 38   | «Конструктурул»      | Фіналіст Кубка Молдови 1997—1998             |
| 39   | «Вадуц»              | Володар Кубка Ліхтенштейну 1997—1998         |
| 40   | «Лантана»            | Фіналіст Кубка Естонії 1997—1998             |
| 41   | «Цемент»             | Володар Кубка Вірменії 1998                  |
| 42   | «Гленторан»          | Володар Кубка Північної Ірландії 1997—1998   |
| 43   | «Гіберніанс»         | Володар Кубка Мальти 1997—1998               |
| 44   | «Бангор Сіті»        | Володар Кубка Уельсу 1997—1998               |
| 45   | «Корк Сіті»          | Володар Кубка Ірландії 1997—1998             |
| 46   | «ГІ Гьота»           | Володар Кубка Фарерських островів 1997       |
| 47   | «Аполонія»           | Володар Кубка Албанії 1997—1998              |
| 48   | «Гревенмахер»        | Володар Кубка Люксембургу 1997—1998          |
| 49   | «Карабах»            | Фіналіст Кубка Азербайджану 1997—1998        |

## Кваліфікаційний раунд
| Команда 1          | Заг. | Команда 2         | 1-й матч | 2-й матч |
| ------------------ | ---- | ----------------- | -------- | -------- |
| Рудар (Веленьє)    | 2:0  | Конструкторул     | 2:0      | 0:0      |
| Вадуц              | 0:5  | Гельсінгборг      | 0:2      | 0:3      |
| Лозанна            | 7:2  | Цемент (Арарат)   | 5:1      | 2:1      |
| Корк Сіті          | 2:3  | ЦСКА (Київ)       | 2:1      | 0:2      |
| Екранас            | 4:5  | Аполлон (Лімасол) | 1:2      | 3:3      |
| Аполонія           | 1:9  | Генк              | 1:5      | 0:4      |
| Бангор Сіті        | 0:3  | Гака              | 0:2      | 0:1      |
| Левскі             | 9:2  | Локомотив-96      | 8:1      | 1:1      |
| Металургс (Лієпая) | 4:3  | Кефлавік          | 4:2      | 0:1      |
| Гревенмахер        | 2:8  | Рапід (Бухарест)  | 2:6      | 0:2      |
| Лантана            | 0:6  | Гарт оф Мідлотіан | 0:1      | 0:5      |
| Аміка (Вронкі)     | 5:0  | Гіберніанс        | 4:0      | 1:0      |
| ГІ Гота            | 1:10 | МТК (Будапешт)    | 1:3      | 0:7      |
| Ґленторан          | 1:3  | Маккабі (Хайфа)   | 0:1      | 1:2      |
| Вардар (Скоп'є)    | 0:3  | Спартак (Трнава)  | 0:1      | 0:2      |
| Копенгаген         | 10:0 | Карабах (Агдам)   | 6:0      | 4:0      |
| Партизан           | 2:1  | Динамо (Батумі)   | 2:0      | 0:1      |

## Перший раунд
| Команда 1          | Заг.           | Команда 2          | 1-й матч | 2-й матч |
| ------------------ | -------------- | ------------------ | -------- | -------- |
| ЦСКА (Київ)        | 1:5            | Локомотив (Москва) | 0:2      | 1:3      |
| Металургс (Лієпая) | 0:4            | Брага              | 0:0      | 0:4      |
| Рід                | 3:0            | МТК (Будапешт)     | 2:0      | 1:0      |
| Парі Сен-Жермен    | 3:4            | Маккабі (Хайфа)    | 1:1      | 2:3      |
| Паніоніос          | 5:1            | Гака               | 2:0      | 3:1      |
| Аполлон (Лімасол)  | 3:3 (4:3 пен.) | Яблонець 97        | 2:1      | 1:2 (дч) |
| Лаціо              | 3:3 (ч)        | Лозанна            | 1:1      | 2:2      |
| Ньюкасл Юнайтед    | 2:2 (ч)        | Партизан           | 2:1      | 0:1      |
| Челсі              | 1:0            | Гельсінгборг       | 1:0      | 0:0      |
| Левскі             | 1:6            | Копенгаген         | 0:2      | 1:4      |
| Рапід (Бухарест)   | 2:2 (ч)        | Волеренґа          | 2:2      | 0:0      |
| Бешикташ           | 4:2            | Спартак (Трнава)   | 3:0      | 1:2      |
| Геренвен           | 4:1            | Аміка (Вронкі)     | 3:1      | 1:0      |
| Рудар (Веленьє)    | 0:2            | Вартекс            | 0:1      | 0:1      |
| Дуйсбург           | 1:6            | Генк               | 1:1      | 0:5      |
| Гарт оф Мідлотіан  | 1:2            | Мальорка           | 0:1      | 1:1      |

## Другий раунд
| Команда 1          | Заг.    | Команда 2         | 1-й матч | 2-й матч |
| ------------------ | ------- | ----------------- | -------- | -------- |
| Локомотив (Москва) | 3:2     | Брага             | 3:1      | 0:1      |
| Рід                | 3:5     | Маккабі (Хайфа)   | 2:1      | 1:4      |
| Паніоніос          | 4:2     | Аполлон (Лімасол) | 3:2      | 1:0      |
| Лаціо              | 3:2     | Партизан          | 0:0      | 3:2      |
| Челсі              | 2:1     | Копенгаген        | 1:1      | 1:0      |
| Волеренґа          | 4:3     | Бешикташ          | 1:0      | 3:3      |
| Геренвен           | 4:5     | Вартекс           | 2:1      | 2:4 (дч) |
| Генк               | 1:1 (ч) | Мальорка          | 1:1      | 0:0      |

## Чвертьфінали
| Команда 1          | Заг. | Команда 2       | 1-й матч | 2-й матч |
| ------------------ | ---- | --------------- | -------- | -------- |
| Локомотив (Москва) | 4:0  | Маккабі (Хайфа) | 3:0      | 1:0      |
| Паніоніос          | 0:7  | Лаціо           | 0:4      | 0:3      |
| Челсі              | 6:2  | Волеренґа       | 3:0      | 3:2      |
| Вартекс            | 1:3  | Мальорка        | 0:0      | 1:3      |

## Півфінали
| Команда 1          | Заг.    | Команда 2 | 1-й матч | 2-й матч |
| ------------------ | ------- | --------- | -------- | -------- |
| Локомотив (Москва) | 1:1 (ч) | Лаціо     | 1:1      | 0:0      |
| Челсі              | 1:2     | Мальорка  | 1:1      | 0:1      |

## Фінал
| 19 травня 1999 |

| Лаціо               | 2:1      | Мальорка |
| ------------------- | -------- | -------- |
| Вієрі 7' Недвед 81' | Протокол | Дані 11' |

| Вілла Парк, Бірмінгем Глядачів: 33 021 Арбітр: Гюнтер Бенке |

| Володар Кубка володарів кубків 1998—1999 |
| ---------------------------------------- |
| Італія                                   |
| «Лаціо» Рим 1-й титул                    |